# OpenID Connect
OpenID Connect (OIDC) ist eine Authentifizierungsschicht, die auf dem Autorisierungsframework OAuth 2.0 basiert. Der Standard wird durch die OpenID Foundation überwacht.

## Beschreibung
OpenID Connect ist eine Schicht oberhalb des OAuth-Frameworks, die es Clients einerseits erlaubt, die Identität eines Anwenders mit Hilfe eines Authentifizierungsservers zu überprüfen, und andererseits, grundlegende Profilinformationen auf interoperable Weise zu erhalten. Die Implementierung des OpenID Connect basiert auf der HTTP-Programmierschnittstelle mit REST-Mechanismen und auf dem Datenformat JSON.
OpenID Connect erlaubt einer Reihe von Clients (Web-basierenden, mobilen, JavaScript-Clients und anderen), Informationen über authentifizierte Sessions und Anwender anzufordern und zu erhalten. Die Spezifikation ist erweiterbar und unterstützt optionale Funktionen wie die Verschlüsselung von Identitätsdaten, das Auffinden von OpenID-Providern und Session-Management.

## Verbreitung
Organisationen, die mit dem Einsatz von OpenID Connect begonnen haben, umfassen Auth0, ForgeRock, Amazon, Atlassian, Centrify, die chilenische Regierung, Deutsche Telekom, Google, IBM, Microsoft, Okta, OneLogin, Proxmox VE, das Nomura Research Institute Japan, VMware, General Electric, und SAP.

## Unterschied
OpenID Connect arbeitet ähnlich wie OpenID 2.0, setzt aber mehr auf Schnittstellen und die Nutzung von nativen bzw. mobilen Anwendungen. OpenID Connect integriert, im Gegensatz zu OpenID 2.0, robuste Signatur- und Verschlüsselungsmechanismen direkt in das Protokoll.